# Leśniczówka (gmina Wiśniew)
Leśniczówka – osada leśna w Polsce położona w województwie mazowieckim, w powiecie siedleckim, w gminie Wiśniew.
W latach 1975–1998 miejscowość należała administracyjnie do województwa siedleckiego.